# Stefan F. Winter (Mediziner)
Stefan Frank Winter (* 20. September 1960 in Remscheid-Lennep; † 20. April 2018 in Rhöndorf) war ein deutscher Mediziner, Hochschullehrer, Manager und Staatssekretär im Gesundheitsministerium von Nordrhein-Westfalen (2005 bis 2008).

## Biografie
Stefan Winter studierte Humanmedizin, Philosophie sowie Molekular- und Zellbiologie an den Universitäten Bonn, Marburg, Basel und Hamburg. Er wurde 1987 mit der Arbeit Das tumorassoziierte Antigen TPA bei Patientinnen mit primärem Mammacarcinom in Plasma und Cytosol und Vergleich zum Akute Phase Protein CRP bezüglich des prä- und perioperativen Verhaltens an der Universität Marburg zum Dr. med. promoviert.
Von 1992 bis 1998 war er im Bundesgesundheitsministerium tätig, unter anderem als Persönlicher Referent des Bundesministers Horst Seehofer und als Referatsleiter im Referat Humangenetik, Molekulare Medizin. In Bonn habilitierte er sich 1998.
Er wechselte 1999 zur Bundesärztekammer, wo er bis 2001 die Abteilung für Wissenschaft und Forschung leitete. Anschließend kehrte er in das Bundesgesundheitsministerium zurück und war dort bis 2005 Abteilungsleiter. Von Juli 2005 bis 2008 amtierte Winter als Staatssekretär im Nordrhein-westfälischen Ministerium für Arbeit, Gesundheit und Soziales. Nach der Ankündigung des Ministerpräsidenten Jürgen Rüttgers, das Rauchverbot zu lockern, trat er von seinem Amt zurück und wechselte in die Privatwirtschaft.
Er saß bis April 2010 im Vorstand der CompuGROUP und verantwortete unter anderem den Bereich medizinischer Entscheidungsunterstützungssysteme. Von 2011 bis Mitte 2012 war er Geschäftsführer der Deutschen Knochenmarkspenderdatei. Danach wechselte er als Schlichter zur gematik.
Winter war Mitglied der CDU. Seine Beisetzung erfolgte auf dem Waldfriedhof im Bad Honnefer Stadtteil Rhöndorf.